# Koch Bihar
Koch Bihar (en bengalí: কোচবিহার ) es una ciudad de la India, centro administrativo del distrito de Koch Bihar, en el estado de Bengala Occidental.

## Geografía
Se encuentra a una altitud de 100 m s. n. m. a 735 km de la capital estatal, Calcuta, en la zona horaria UTC +5:30.

## Demografía
Según estimación 2010 contaba con una población de 80 520 habitantes.